# Combrand
Combrand ist eine französische Gemeinde mit 1.194 Einwohnern (Stand: 1. Januar 2022) im Département Deux-Sèvres in der Region Nouvelle-Aquitaine (zuvor Poitou-Charentes). Sie gehört zum Arrondissement Bressuire und zum Kanton Cerizay.

## Geographie
Combrand liegt etwa 15 Kilometer westnordwestlich von Bressuire. Am Westrand der Gemeinde entspringt der Ouin. Umgeben wird Combrand von den Nachbargemeinden Mauléon im Norden und Nordwesten, Le Pin im Osten, Cerizay im Süden und Südosten, Montravers im Südwesten sowie La Petite-Boissière im Westen.

## Bevölkerungsentwicklung
| Jahr                      | 1962 | 1968 | 1975 | 1982 | 1990 | 1999 | 2006 | 2013 |
| Einwohner                 | 1016 | 1043 | 1014 | 1039 | 1079 | 1122 | 1133 | 1176 |
| Quelle: Cassini und INSEE |      |      |      |      |      |      |      |      |

## Sehenswürdigkeiten
- Kirche Saint-Jean aus dem 11./12. Jahrhundert
- Schloss La Pastellière aus dem 15. Jahrhundert, Monument historique
- Schloss La Girardière

## Persönlichkeiten
- Gaspard de Bernard de Marigny (1754–1794), General des Aufstands der Vendée